# Свободное межпрофессиональное объединение трудящихся
Свободное межпрофессиональное объединение трудящихся (СМОТ) — советский и российский профсоюз; одна из первых попыток создания в СССР независимого от ВЦСПС профсоюза. Образован в 1978 году группой советских диссидентов.

## История
Образован в 1978 году группой диссидентов; в состав совета представителей вошли Людмила Агапова (инженер), Валерий Сендеров (математик), Владимир Борисов (электрик), Лев Волохонский (рабочий), Александр Иванченко (инженер), Евгений Николаев (географ), Валерия Новодворская (библиотекарь), Владимир Сквирский (геолог), Альбина Якорева (студентка, исключённая из института). О создании СМОТ впервые было объявлено на пресс-конференции, которая состоялась 28 октября 1978 года в Москве.
Участие в деятельности СМОТ, призванной отстаивать права трудящихся, ущемляемые советской системой, приводило членов организации к быстрой потере работы и тюремному заключению, преимущественно по статьям 70 (антисоветская агитация и пропаганда) и 190 (распространение заведомо ложных измышлений, порочащих советский государственный и общественный строй) Уголовного кодекса РСФСР.
Практически сразу после того, как СМОТ был создан, его деятельность фактически была прервана органами КГБ СССР.
Деятельность СМОТ возобновилась в марте 1988 года. СМОТ был наиболее активен в Ленинграде. Там его членами было около 100 человек. За 1991 — февраль 1992 года петербургский СМОТ выиграл пять процессов о незаконном увольнении рабочих. В Москве деятельность СМОТ ограничивалась работой информационного агентства — ИАС.